# KDDIウェブコミュニケーションズ
株式会社KDDIウェブコミュニケーションズ（KDDI Web Communications Inc.）は、東京都港区南青山にあるインターネット関連事業を行うKDDI株式会社の子会社。略称は「KWC」もしくは「KDDIウェブ」。

## 沿革
- 1987年2月 - 東京都品川区西五反田にて設立[4]
- 1997年8月- ホスティング事業創業。商号を株式会社CPIに変更
- 2006年7月- 商号をServision株式会社に変更[5]
- 2007年10月 - KDDI株式会社の連結子会社となる[6]
- 2008年2月 - 社名を株式会社KDDIウェブコミュニケーションズに変更[7]

## 主な事業
- レンタルサーバー（CPI）
- ホームページ作成サービス（Jimdo）
- クラウド電話（Twilio）[8]
- ブログサービス（g.o.a.t）
- クラウドデザインサービス「Canva」
- クラウドサービス（CloudCore VPS）[9]。※2022年9月30日までに順次終了

### レンタルサーバー「CPI」
1997年8月に、米国ハイウェイテクノロジー社との提携により事業を開始。1998年8月より、自社でのサービス提供を開始した。ビジネス向けの「SV-Basic」、WordPress実行環境の「KUSANAGI」などのプラン・機能を提供している。

### ホームページ作成サービス「Jimdo」
WYSIWYGの技術を導入したサービス。公式サイトでは「作成経験がなくても本格的なホームページが作れる」ことを特徴としている。Jimdoの運営母体は、ドイツ・ハンブルクに本社を置く「Jimdo GmbH社」である。同社の日本における協業パートナーとして、KDDIウェブが日本語版・Jimdoを運営している。

### クラウド電話「Twilio」
Twilioは「クラウドコミュニケーションAPI」である。公式サイトでは「電話・SMS・ビデオ・チャット等のチャネルをWebアプリケーションとつなぐ」旨を説明している。アスキーは端的に「Webから電話を簡単に操作できるAPI」と表現している。たとえば自動応答システムの場合、4行のコードを書くだけで作成できる。ITmediaは「電話カンファレンスを1行のコードで実現できる」点を、応用の一例として挙げている（一般の電話カンファレンスでは、専用の接続端末やサービスの利用が必要である）。Twilioを運営するのは米国Twilio社（NASDAQ：TWLO）である。KDDIウェブは同社の日本における代理店として、サービスを展開している。

### クラウドデザインサービス「Canva」
2017年5月24日にリリースされた、無料クラウドデザイン作成サービス。同サービスは、オーストラリア・キャンバ社（Canva,Inc）が開発し、各国に普及。日本ではKDDIウェブが「Canva Japan」としてサービスを提供している。公式のプレスリリースでは「初心者でも簡単にプロ並みのデザインを無料で作成できる」ことを謳っている。名刺や年賀状、ウェブサイト用のバナーやアイコンなど、あらゆるデザインに応用できる。2017年のリリース時には、ジャズシンガーの綾戸智恵をプロモーションビデオに起用した。学校法人 日本教育財団・HAL東京との産学連携プロジェクトなども展開している。

## 過去のサービス

### ビジュアルブログサービス「g.o.a.t」
g.o.a.t（ゴート）は、KDDIウェブコミュニケーションズがかつて運営・提供していた無料レンタルブログサービス。正式名称は「ビジュアルブログサービス g.o.a.t」。
2016年7月27日よりサービス開始。同年6月よりサービス開始予定とされていたが、開発遅延を理由としてリリースが延期されていた。同年7月にベータ版がリリースされた。
各ITメディアでは「ビジュアルブログ」、「ビジュアルブログサービス」などの呼称で表現される。公式サイトでは「美しいレイアウトのブログが誰でも簡単に作れる」ことを謳っている。g.o.a.tの名前の由来は「Greatest Of All Time＝史上最高」を意味する英語のスラングである。2016年10月に公開されたプロモーションビデオには、ミクスチャー・ロックバンド「Dragon Ash」のボーカル・Kjを起用した。
2022年5月31日をもってサービスを終了した。